# San Juan Bautista Tzeal
San Juan Bautista Tzeal es una hacienda ubicada en la localidad de Mérida, municipio de Mérida, en Yucatán, México. Se encuentra al poniente de la ciudad de Mérida, capital del estado de Yucatán.

## Toponimia
El nombre (San Juan Bautista Tzeal) hace referencia de Juan el Bautista y Tzeal proviene del idioma maya.

## Datos históricos
- En 1910 cambia su nombre de San Juan Bautista Tzacal a Tzeal.
- En 1921 cambia su nombre a Tzacal.
- En 1930 cambia su nombre a Tzeal San Juan Bautista.
- En 1939 cambia su nombre a San Juan Bautista Preal.
- En 1940 cambia su nombre a San Juan Bautista Tzeal.

## Demografía
Según el censo de 1970 realizado por el INEGI, la población de la localidad era de 20 habitantes. La población actualmente se encuentra conurbada a Mérida.
| 71                          | 158 | 46 | 37 | 32 | 39 | 46 | 20 |
| (Fuente: INEGI [Consultar]) |     |    |    |    |    |    |    |

## Galería

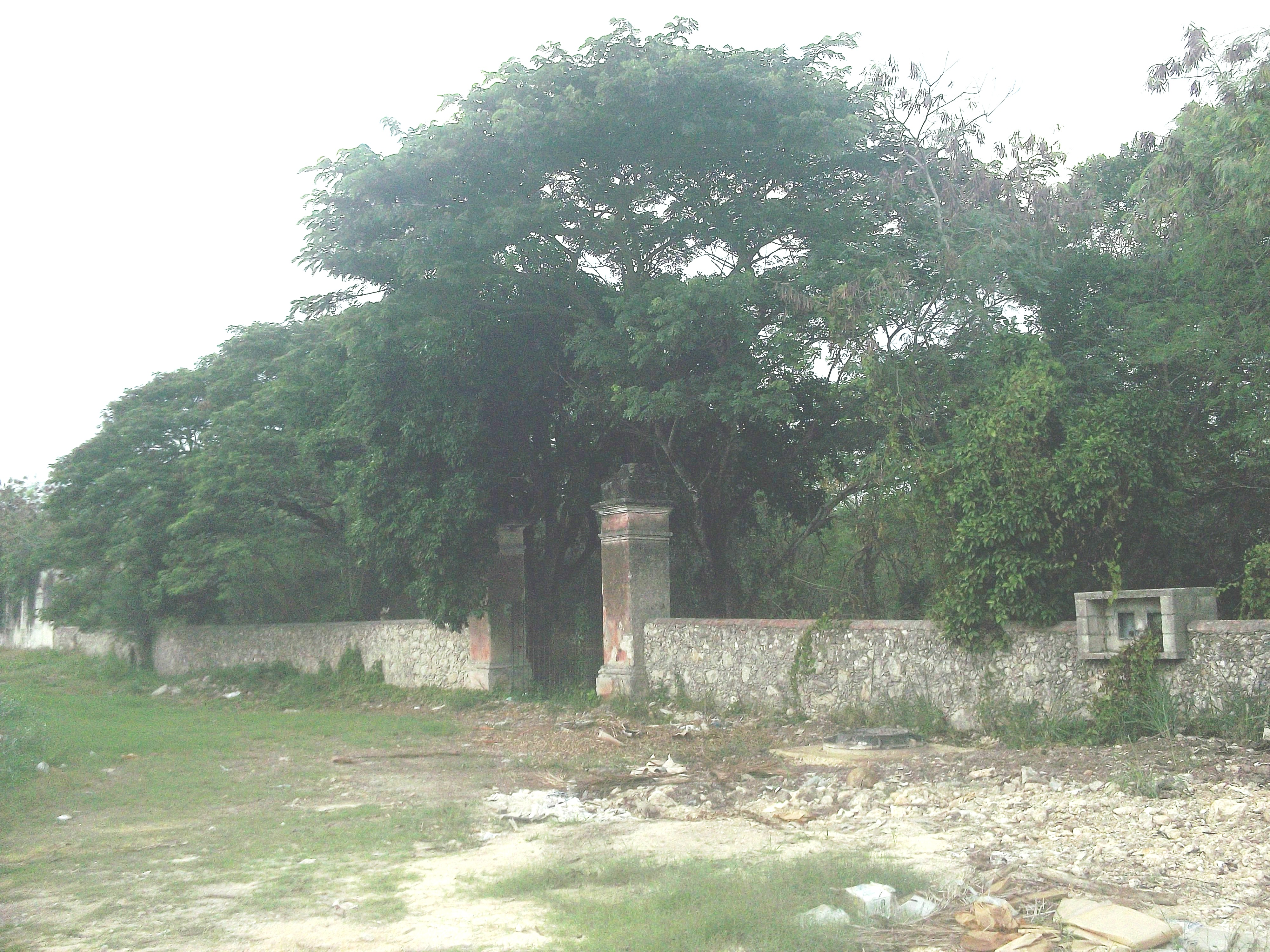
Entrada.
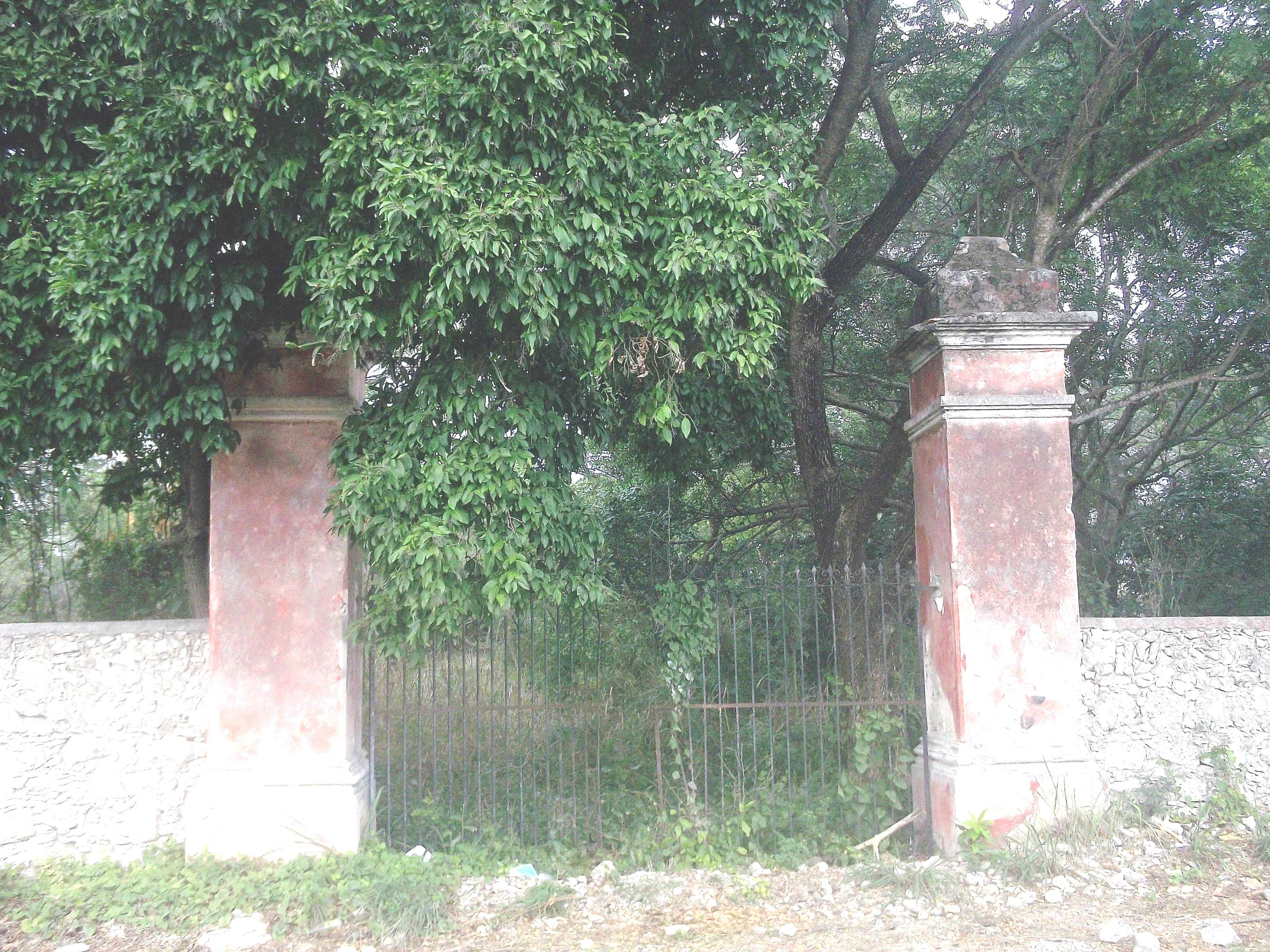
Entrada.
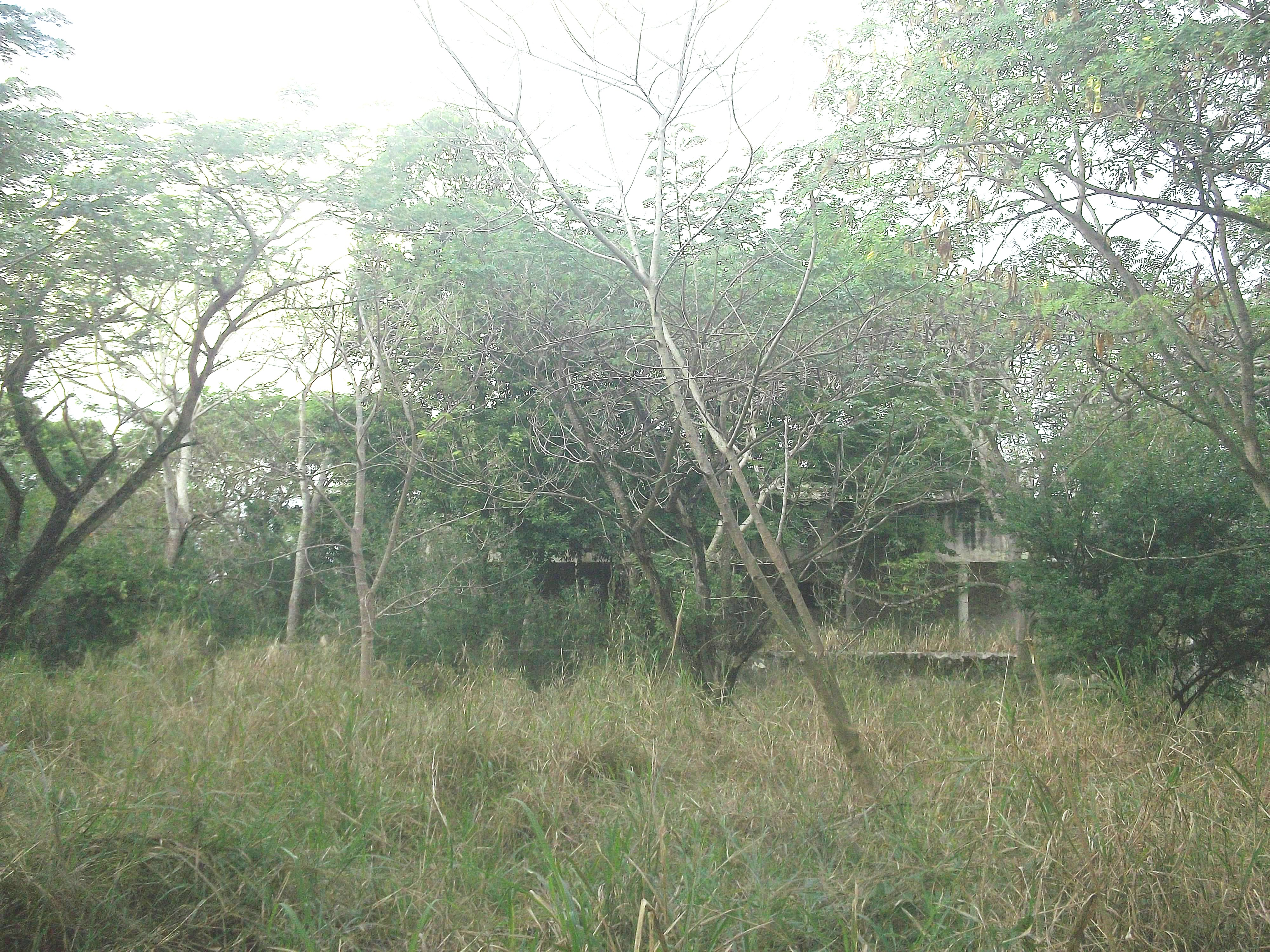
Vista de la hacienda.
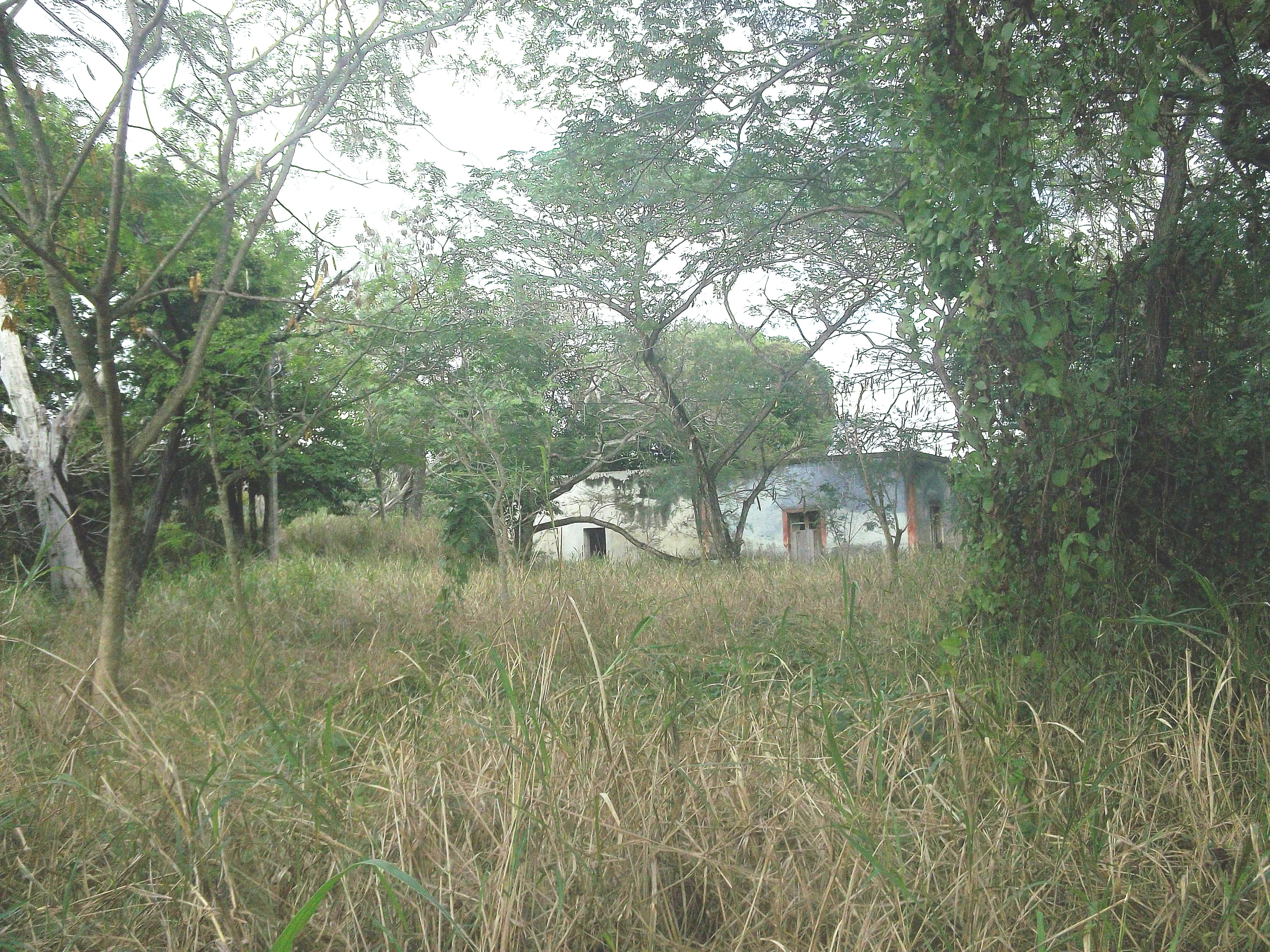
Vista de la hacienda.
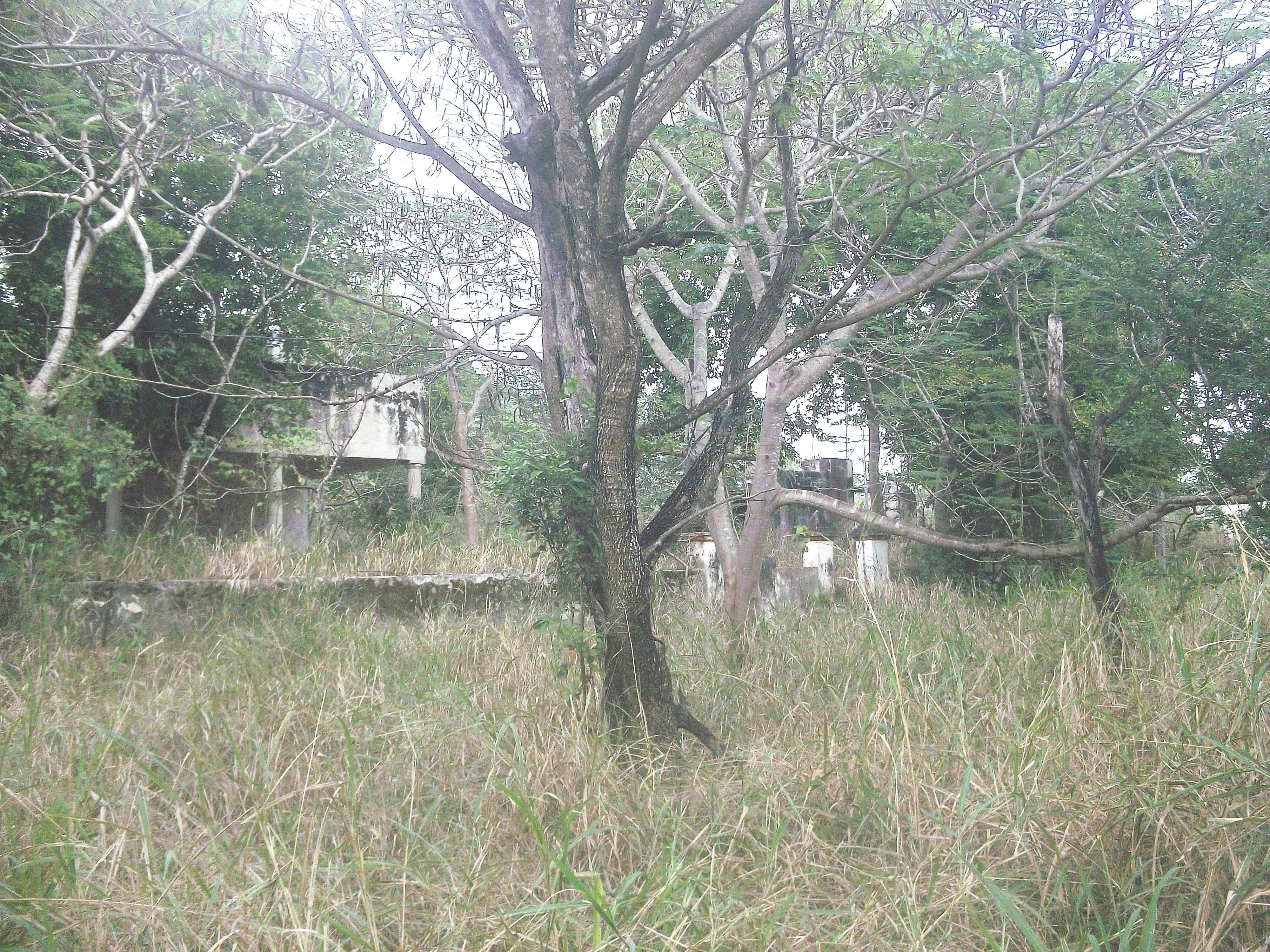
Vista de la hacienda.
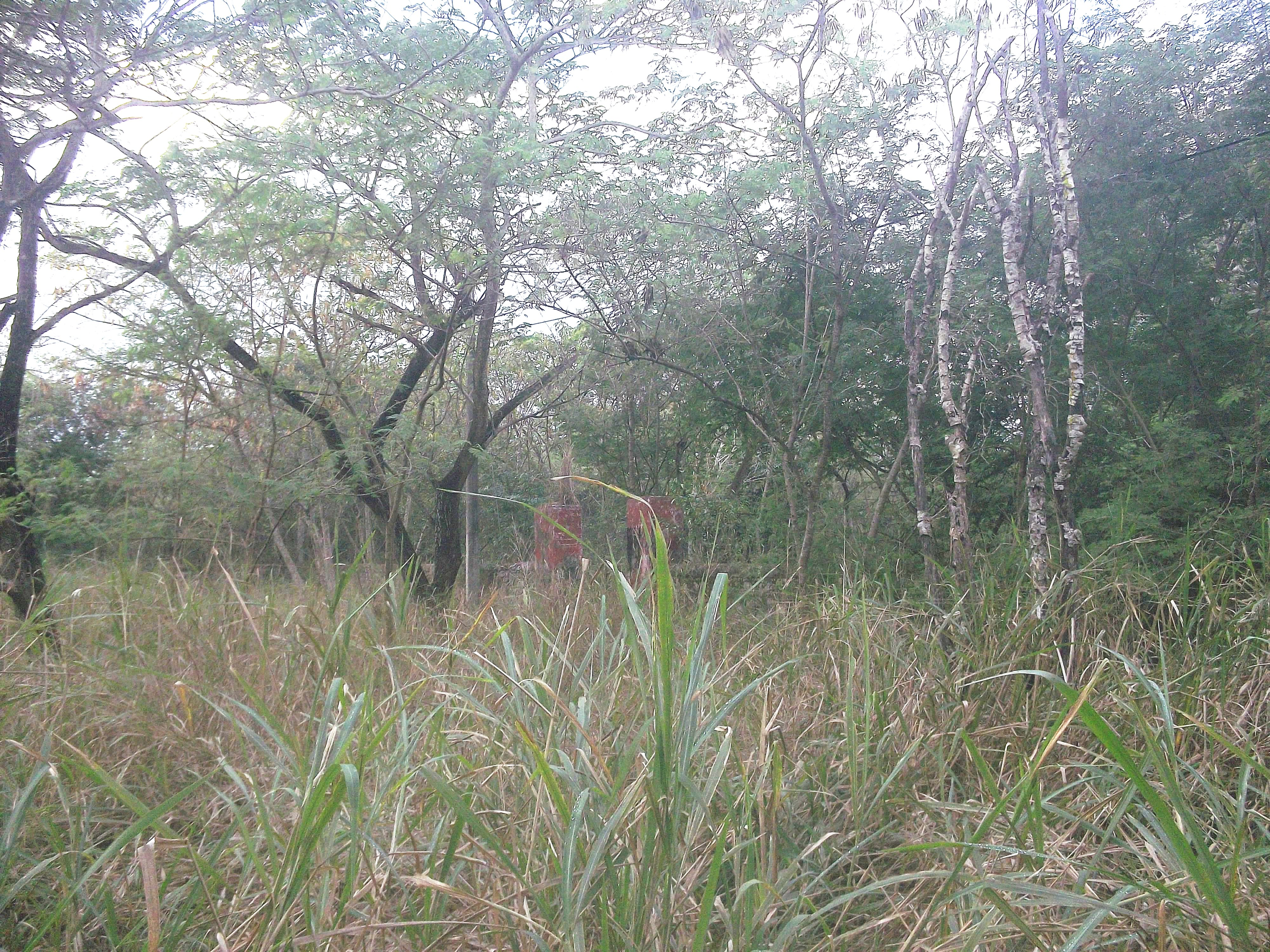
Vista de la hacienda.
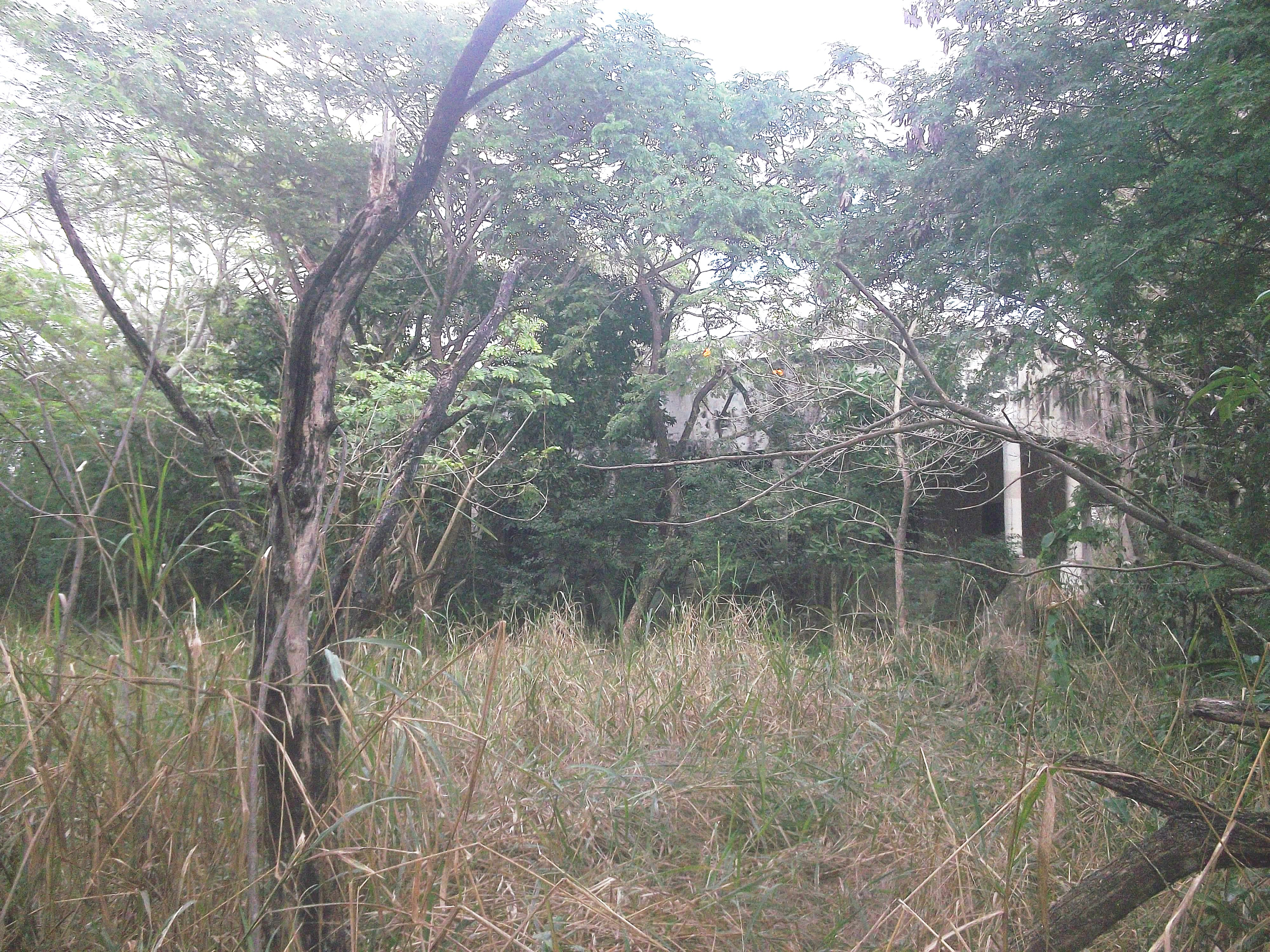
Vista de la hacienda.
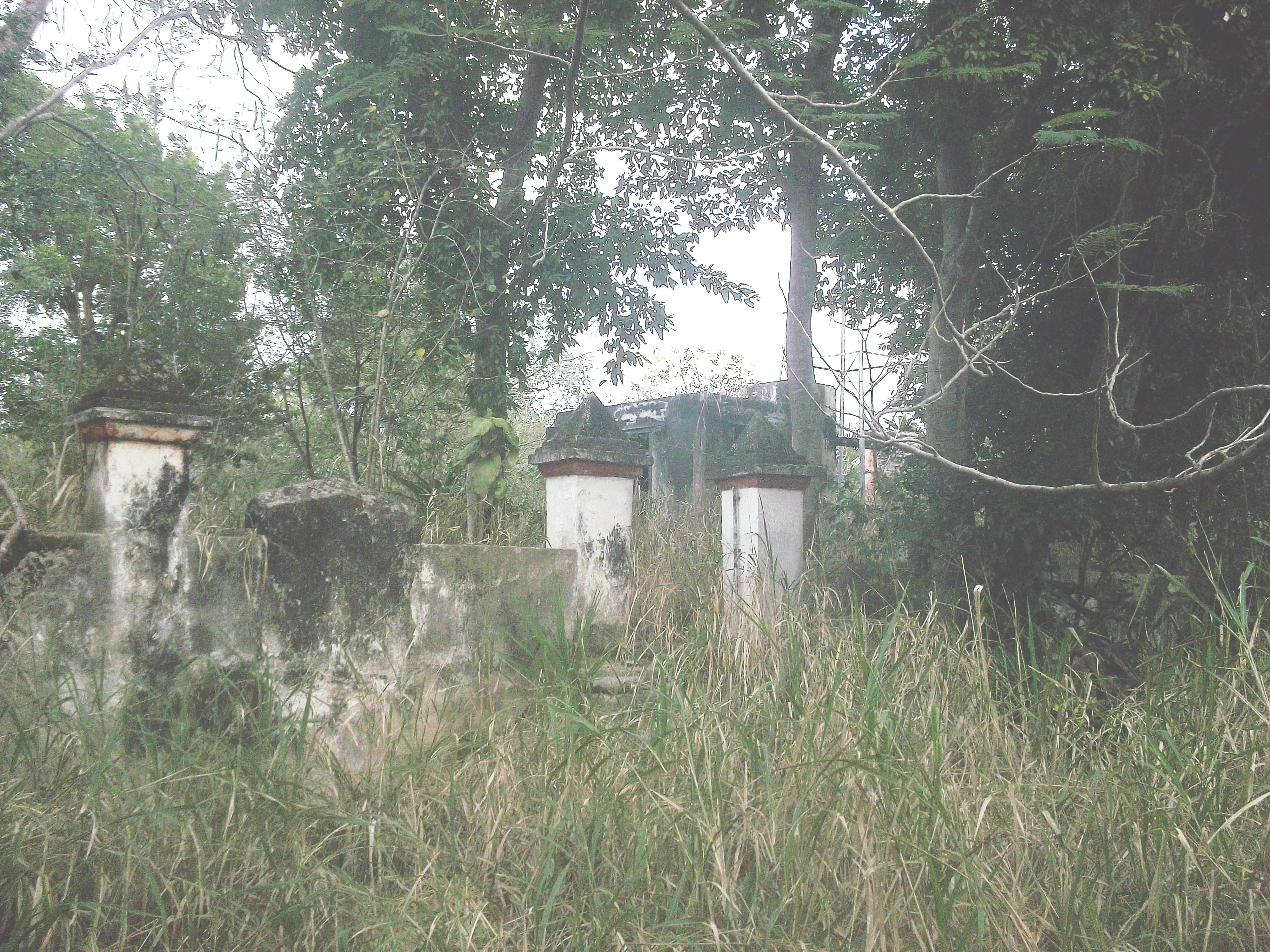
Vista de la hacienda.
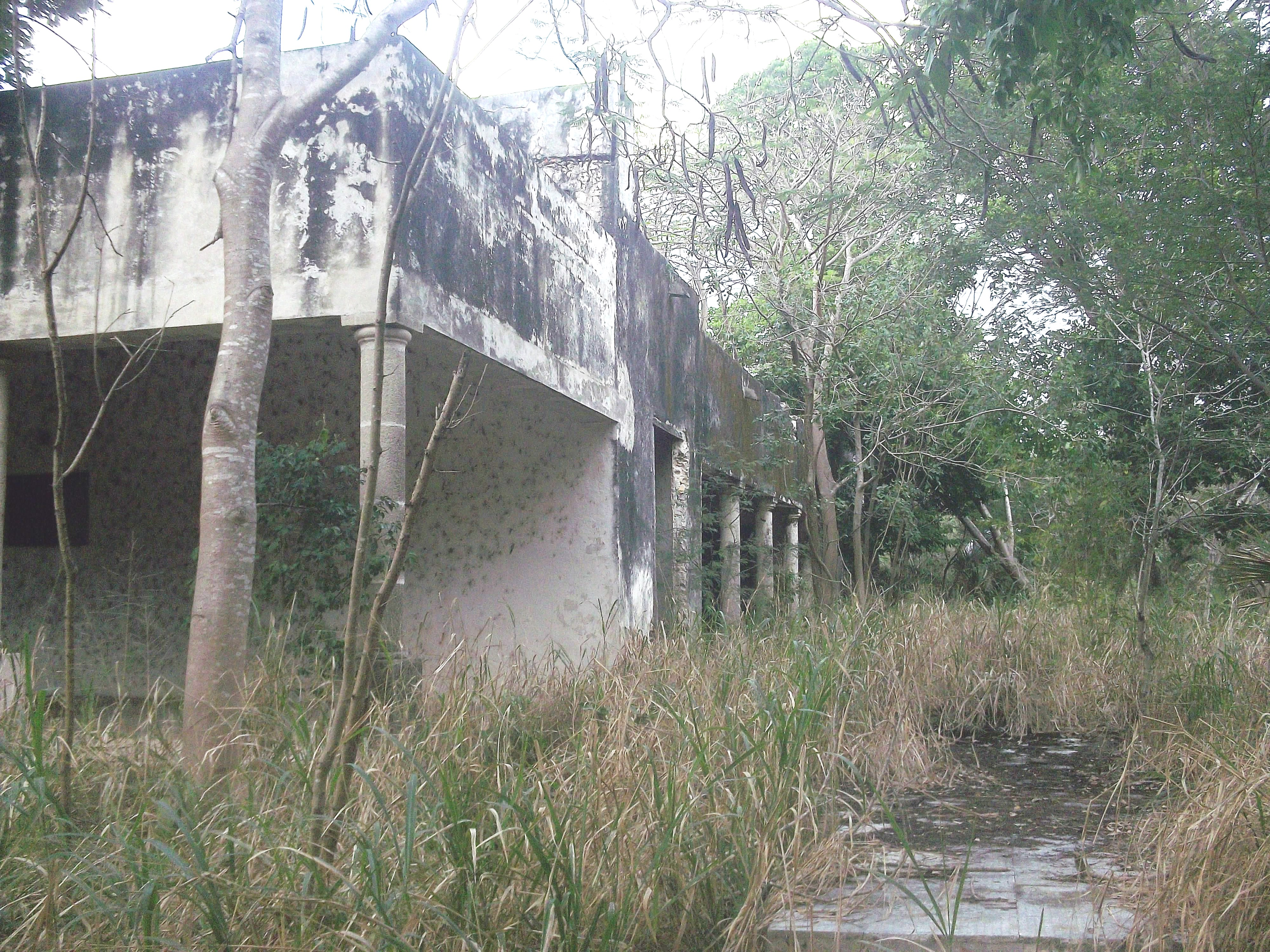
Vista de la hacienda.
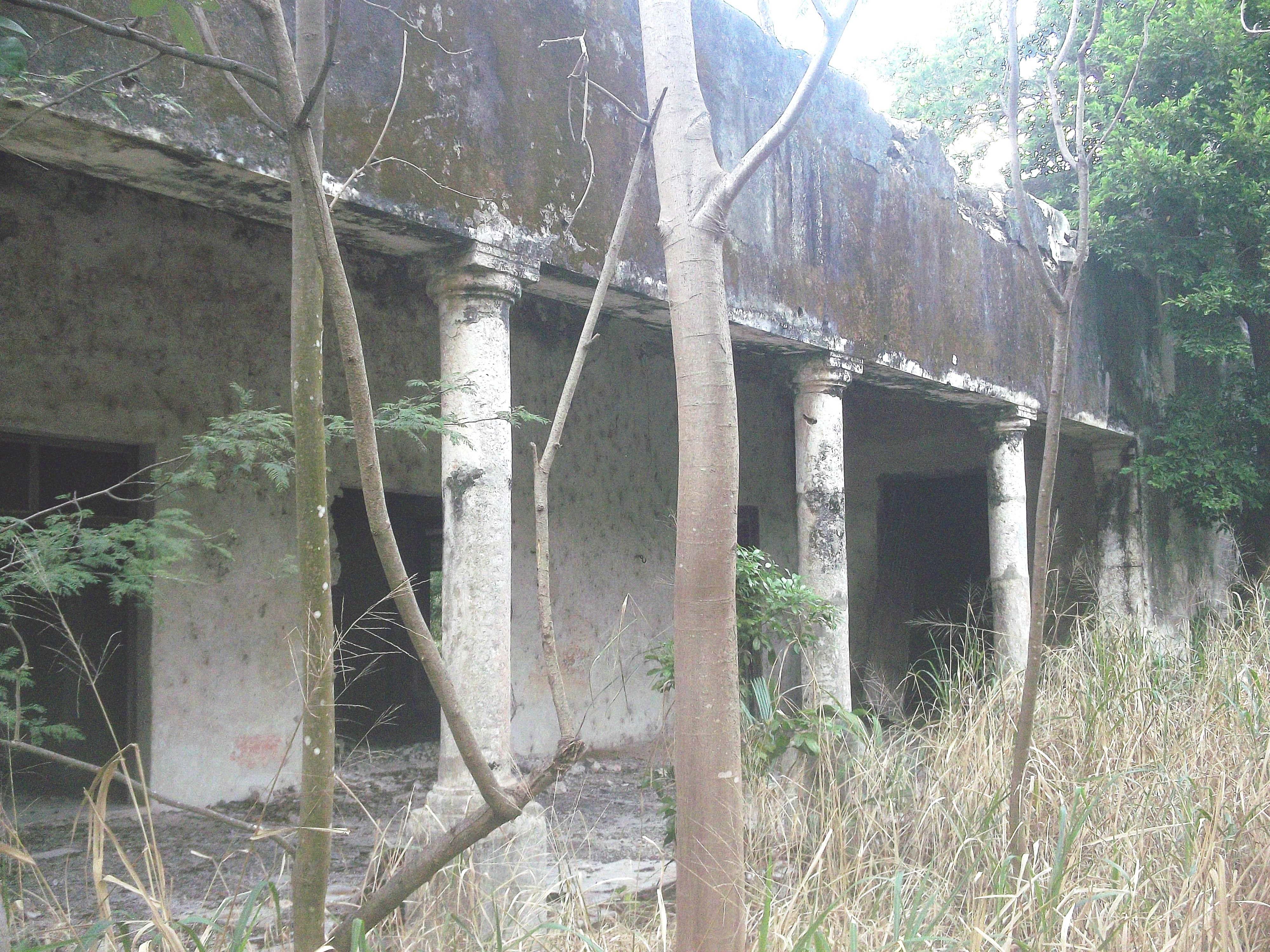
Vista de la hacienda.
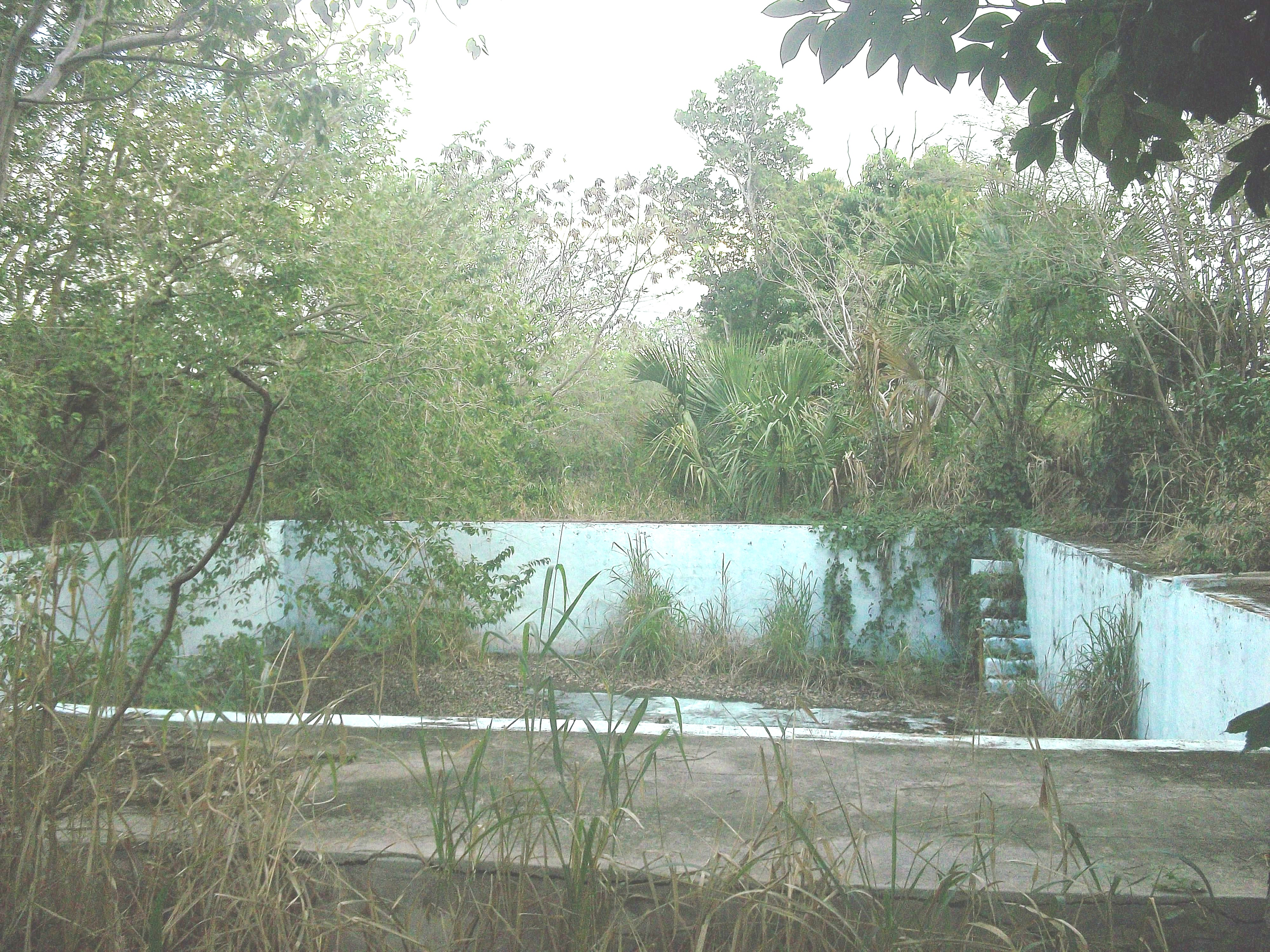
Vista de la hacienda.
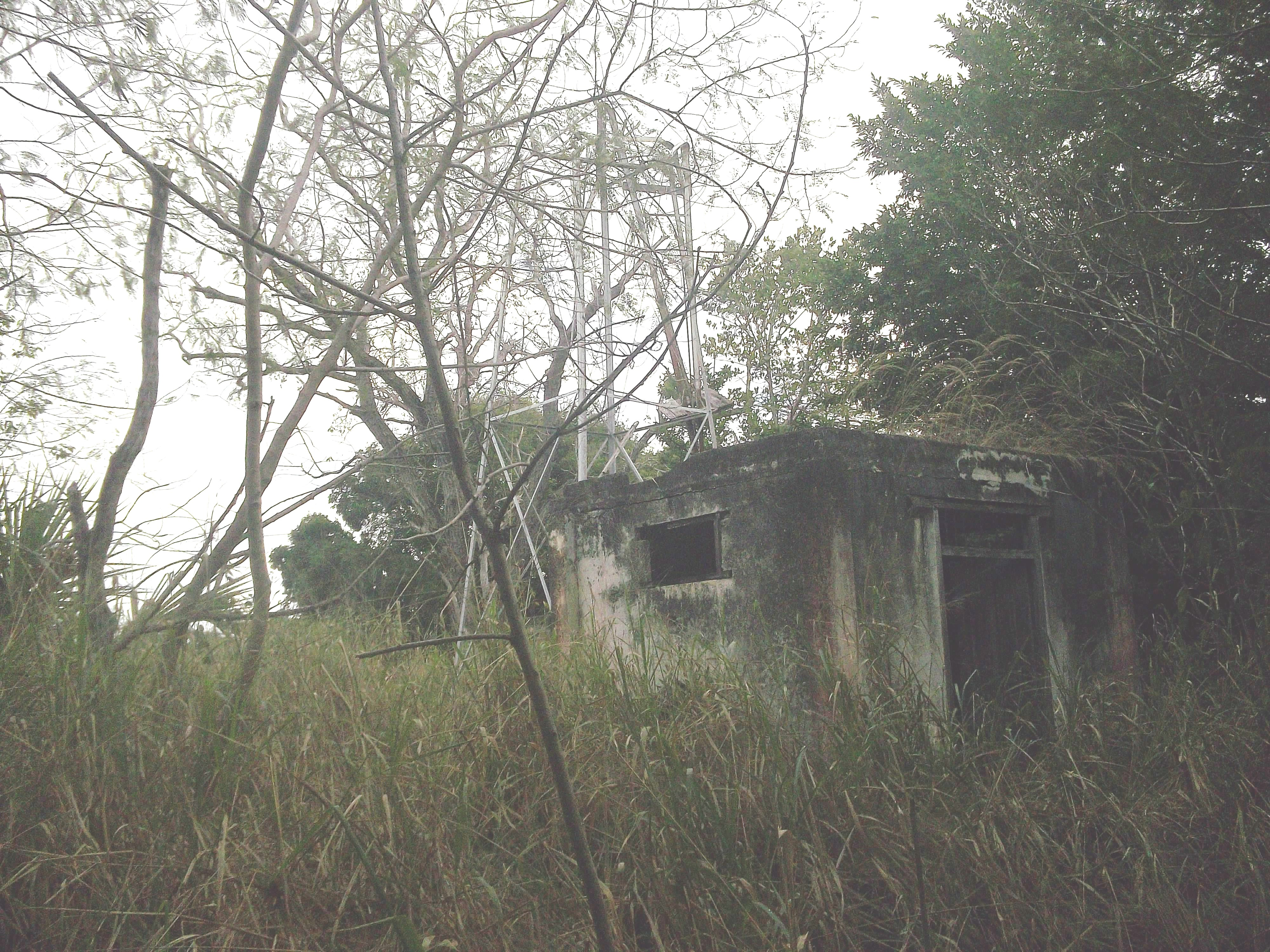
Vista de la hacienda.